# Strepsichlora megaspila
Strepsichlora megaspila là một loài bướm đêm trong họ Geometridae.